# Henry de Montherlant
Pour les articles homonymes, voir Millon et Montherlant.
Henry Millon de Montherlant, né le 20 avril 1895 à Paris et mort le 21 septembre 1972 dans la même ville, est un romancier, essayiste et dramaturge français.
Il est l'auteur de quelque 70 ouvrages et est notamment connu pour son roman Les Jeunes Filles (1936-1939) et ses pièces de théâtre La Reine morte (1942), Le Maître de Santiago (1947) et La Ville dont le prince est un enfant (1951).
Il est élu membre de l'Académie française en 1960.

## Biographie

### Origines familiales
Henry Marie Joseph Expedite Millon de Montherlant est le fils de Joseph-Marie Millon de Montherlant, rédacteur au ministère des Cultes puis, en 1906, au ministère des Finances, et de Marguerite Camusat de Riancey.
Son père, issu de la famille Millon qui appartenait à la bourgeoisie d'Ancien Régime et dont une autre branche fut anoblie au XVIIe siècle, descendait de François Millon (1726-1794), seigneur de Montherlant et de La Verteville, syndic de Beauvais, député du tiers état en 1789 pour le bailliage de Beauvais, ; ce dernier était fils d’Antoine Millon, qualifié d'écuyer, capitaine des gardes de la Prévôté de l'hôtel du Roi, qui acquit le 8 novembre 1755 au Vexin français, de Mme de Combes de Lys, les seigneuries de Montherlant et de La Verteville avec droit de haute et basse justice, patronage paroissial, etc. C'est par un décret impérial en date du 31 décembre 1864 que Nicolas Charles Millon et ses trois fils Charles, Frédéric (grand-père d'Henry) et Marie-Charles-Camille, furent autorisés à ajouter à leur nom patronymique celui de Montherlant et à se nommer légalement, ainsi que leurs descendants, Millon de Montherlant.

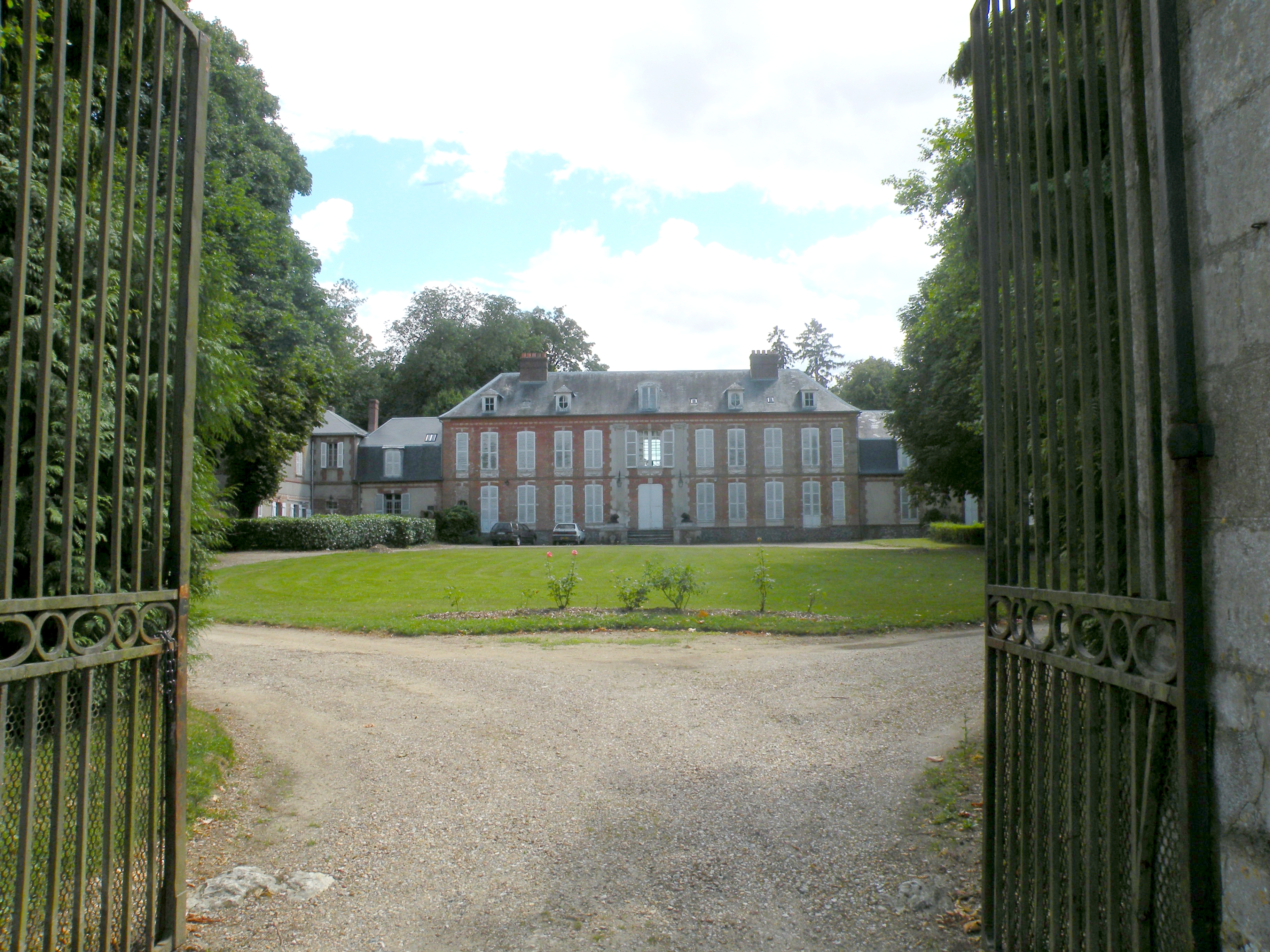
Le château de Montherlant dans l'Oise.

Louis de Saint-Pierre, généalogiste et membre de la commission des preuves de l'Association d'entraide de la noblesse française, écrit sur l'ascendance d'Henry de Montherlant : « Ses quatre quartiers [généalogiques] paternels (Millon de Montherlant, de Malinguehen, Bessirard de la Touche, Mauge du Bois-des-Entes) ont été prouvés par MM. de Soulès et admis par l'ordre de Malte, sur rapport de M. de Cressac. Quant aux quatre quartiers maternels, les Camusat de Riancey sont nobles depuis 1709, les Lefebvre des Vaux depuis 1823 (avec titre de baron en 1825), les Potier de Courcy depuis la guerre de Cent Ans, et les Gourcuff depuis les Croisades »,.
Sous le pseudonyme d'Antoine Bouch, Philippe du Puy de Clinchamps, auteur d'un Que sais-je ? sur la noblesse, écrit, lui : « Ni nobles anciens pouvant dérouler des parchemins, ni anoblis capables d'exhiber des lettres ou les provisions les ayant anoblis, ni nobles d'usurpation légalisés, nos Millon de Montherlant restent de bonne, solide, épaisse et riche roture... Quand, à la mort de son père, François Millon de Montherlant laissa qualifier écuyer, sur les registres de la paroisse, ce mort et lui-même, il y eut, sans contredit possible, usurpation de noblesse ».
Selon Pierre-Marie Dioudonnat, auteur du Simili-Nobiliaire français, la famille Millon est issue de la bourgeoisie d'Ancien Régime et seule une branche (celle d'Ainval, d'Ailly et de Verneuil) a été anoblie ; les branches de Montherlant et de La Verteville, demeurées non nobles, descendent de François Millon de Montherlant (1726-1794), député du tiers état pour le bailliage de Beauvais aux États généraux de 1789.
La famille Millon avait toutefois contracté des alliances aristocratiques, et Henry de Montherlant avait des origines nobles en ligne féminine : outre sa mère née Camusat de Riancey, son arrière-grand-mère Montherlant était née Émilie de Malinguehen et son arrière-arrière-grand-mère était une Parseval : « La bisaïeule Montherlant de l'auteur était Malinguehen, de l'antique maison Molinguehen, originaire de Saxe. Les Molinguehen, comtes et barons du Saint-Empire, apparaissent dans toute l'histoire des Allemagnes du XIIIe au XVIIe siècle. Le trisaïeul de l'auteur avait épousé une Parseval. La branche allemande de la famille de Parseval a produit deux chambellans du roi de Bavière et l'inventeur des dirigeables Parseval ».
Les Millon possédèrent à partir de 1755 et pendant près d'un siècle le château de Montherlant dans l'Oise, classé monument historique en 2003.
D'après plusieurs sources, dont Louis de La Roque ou l'Annuaire héraldique, les armes de la famille Millon de Montherlant sont : De sinople, à la tour d'argent, maçonnée de sable, enflammée de gueules, brochant sur deux épées d'argent, garnies d'or, pavées en sautoir,. Ces armes auraient été données par Louis XIII à Jean Millon de la Morlière en 1636, qui se distingua au siège de Corbie en juillet de cette année 1636 et en défendant Montdidier.
Henri Jougla de Morenas donne également dans son Grand Armorial de France : D’azur au chevron d’or accompagnée en chef de 2 étoiles du même et en partie d’une bouteille dans un panier, le tout d‘or.
Un nommé Charles Dabemont de Millon (d'une autre branche de la famille Millon) fit enregistrer ses armes de sinople à la tour d'argent maçonnée de sable, enflammée de gueules, surmontée de deux épées du second garnies d'or posées en sautoir dans l'Armorial général de France de d'Hozier de 1696 (Franche-Comté),.

### Vocation littéraire

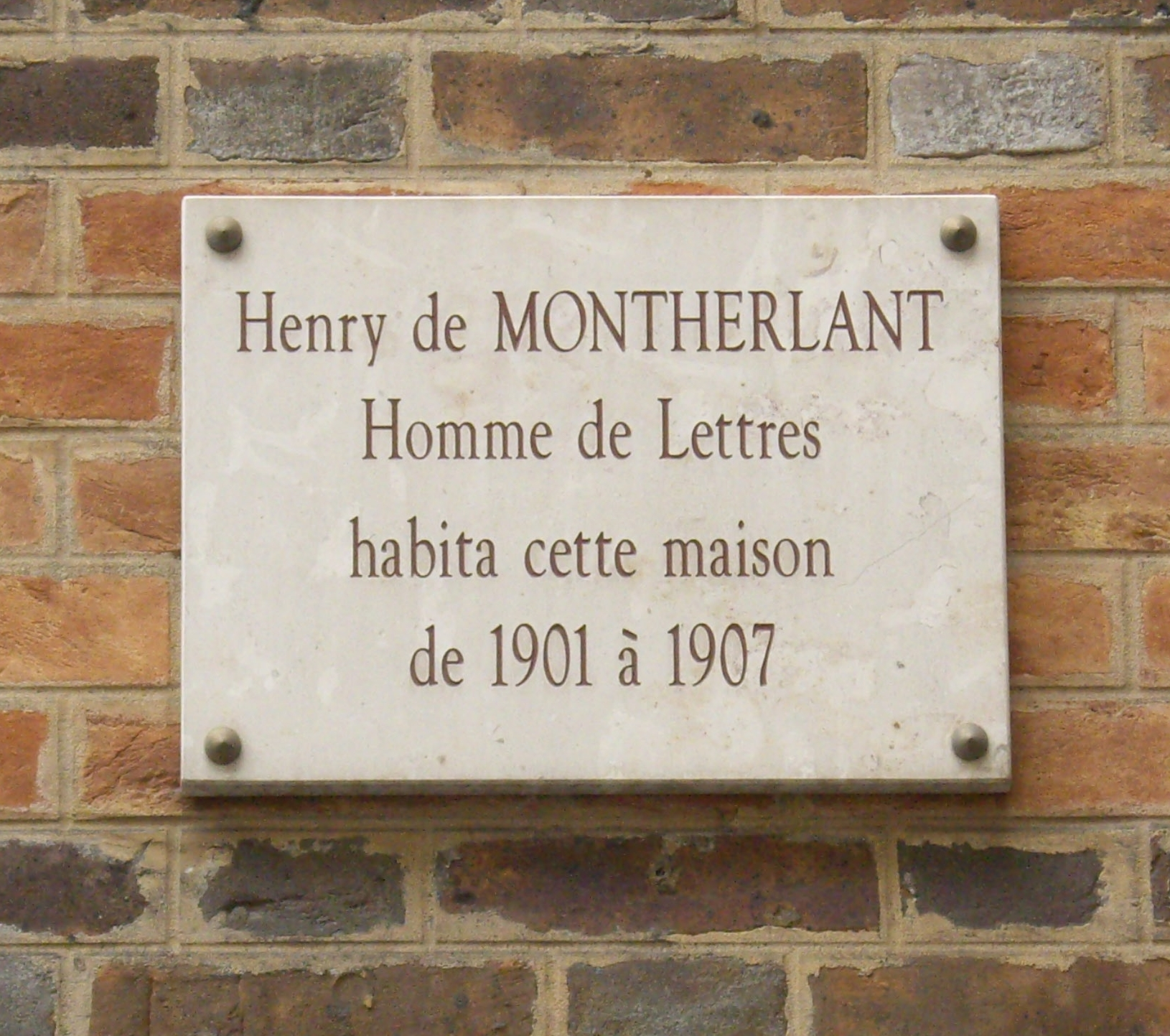
Plaque au 106, rue Lauriston (16e arrondissement de Paris), où il vécut entre 1901 et 1907, pas loin du lycée Janson-de-Sailly.

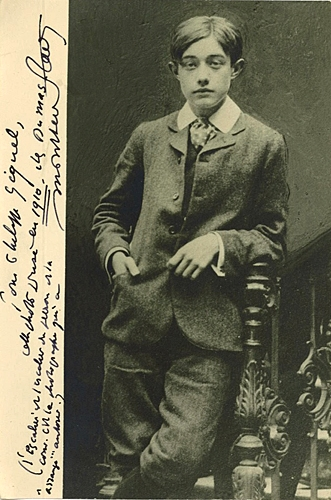
Montherlant à 14 ans en 1910, photo dédiée à Philippe Giquel.

Henry de Montherlant envisage très tôt de faire œuvre d'écrivain. C'est probablement sa mère qui lui donna le goût de la littérature. Quo vadis ? de Henryk Sienkiewicz, dont elle lui fait la lecture, marquera l'ensemble de sa vie : ce roman historique lui apporte une double révélation, « la révélation de l'art d'écrire, et la révélation de ce que je suis », dit-il en 1957-1958. Quo Vadis lui fournira les thèmes qu'il abordera tout au long de son œuvre : l'amitié, le suicide, et la Rome antique.
À l'âge de 7 ou 8 ans, il écrit déjà de petits volumes et s'amuse à rédiger des préfaces et des postfaces. Ses récits ont pour cadre, souvent, l'Antiquité. Il fera ensuite l'expérience du journal intime (détruit à la fin de sa vie). Initié très jeune à la tauromachie, il exécute en place publique plusieurs mises à mort de taurillons dès l'âge de quinze ans dont une en 1922 et une en 1925,.
Il étudie au prestigieux lycée Janson-de-Sailly puis termine ses études à Sainte-Croix de Neuilly, connue pour ses options catholiques progressistes proches du Sillon ; il aura Paul Archambault comme professeur de philosophie en 1911. Il y est dispensé d'éducation physique et d'instruction religieuse, mais, passionné par la Rome antique, il se révèle un excellent latiniste, et se montre aussi doué pour le dessin. Son renvoi du collège Sainte-Croix en 1912 lui fournit, bien des années plus tard, le thème de deux de ses œuvres, La Ville dont le prince est un enfant (1951) et Les Garçons (1969). Philippe Giquel, qui lui inspira le jeune héros de La Ville dont le prince est un enfant, deviendra un as de l'aviation durant la Grande Guerre, puis un journaliste réputé dans le domaine de l'aéronautique.
Son père meurt lorsque Henry a 19 ans, sa mère une année plus tard. Sa vocation littéraire se confirme aussi à 19 ans, avec sa première pièce, L'Exil, écrite en novembre-décembre 1914. Le héros de cette pièce est un jeune snob autant de mise que d'esprit, qui croit pouvoir se débarrasser de son genre par un engagement volontaire, alors que sa mère l'empêche de s'engager. Dans la préface, il déclare que Charles Maurras est, avec Paul Bourget et surtout avec Maurice Barrès, l'un des écrivains français contemporains qui l'ont le plus influencé,.

### Culte des vertus antiques

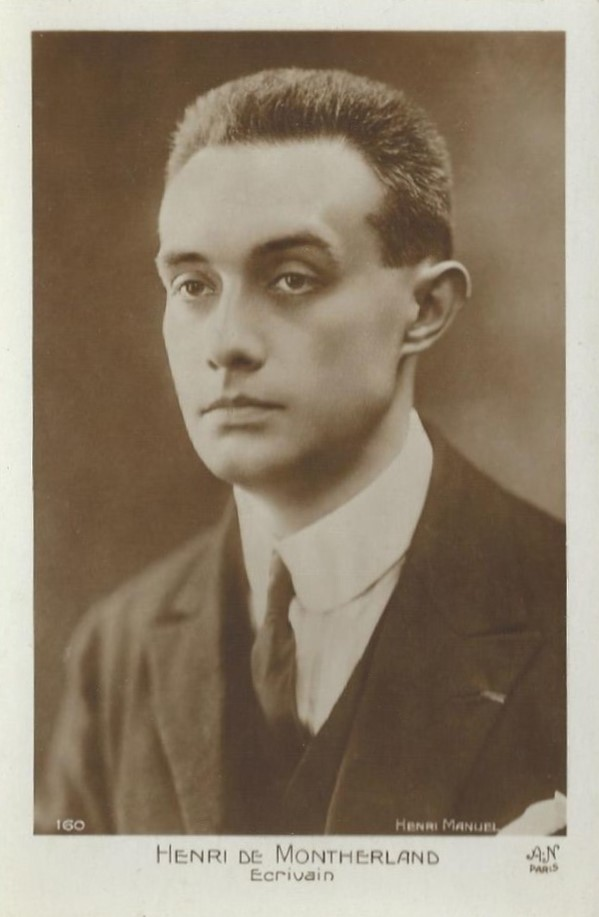
Montherlant photographié par Henri Manuel.

Nourri par la lecture de Barrès, de Nietzsche et de Plutarque, Henry trouve un idéal dans le courage et les vertus antiques. Il apprécie particulièrement le Satyricon de Pétrone, qu'il préfacera plus tard.
Durant la Première Guerre mondiale, il est affecté au service auxiliaire. En février 1918, il se porte volontaire pour être versé dans un régiment d'infanterie de première ligne. Parti au front pour mourir, il en revient « grièvement blessé », selon le texte de sa citation, par sept éclats d'obus dans les reins, dont un seul put être extrait. En 1919, il devient secrétaire général de l'Œuvre de l'ossuaire de Douaumont. Impressionné par l'exemple des Grecs d'Homère proclamant qu'en se battant, ils n'ont pas de haine, eux qui pouvaient voir en l'adversaire de la veille « l'ami que l'on s'est fait par la lance », Montherlant restera fidèle toute sa vie à ces valeurs de respect pour l'adversaire qui a loyalement accompli son devoir : aussi souhaite-t-il que l'Ossuaire soit dédié « à la gloire de l'homme », et donc aussi du soldat allemand, « afin de mettre tout à fait hors d'atteinte la part humaine vraiment admirable qui s'était exercée à Verdun ».
Patriote sans être nationaliste, il décrit dans Le Songe, paru en 1922, le courage et l'amitié des combattants. De 1920 à 1925, il se tourne vers le sport, notamment l'athlétisme, la tauromachie, l'équitation et le football, et fréquente les stades, où il renoue avec la fraternité des tranchées. Avec Les Olympiques en 1924, il évoque « les heures de poésie que le sport nous fit vivre, dans la grâce — la beauté parfois — des visages et des corps de jeunesse, dans la nature et dans la sympathie ». La même année paraît Chant funèbre pour les morts de Verdun, écrit comme un acte de piété « tel que celui d'allumer une petite lampe sur un des tombeaux de son pays. » Il oppose les valeurs de la « guerre », que les soldats vivent sur le champ de bataille, à celles de la « paix ».

### «Crise des voyageurs traqués»

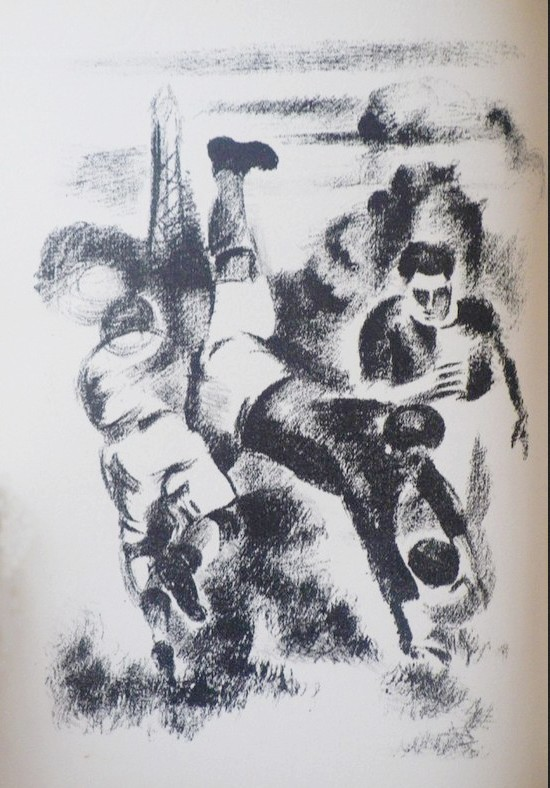
Lithographie de Robert Delaunay pour une édition de La Relève du matin (1928).

Ces œuvres, en lui apportant la notoriété, lui en retirent aussi le goût : l'attrait du bonheur et de la vie devient plus fort que tout, et, selon sa propre expression, il « prend le large ». Laissant ses biens mobiliers au garde-meubles, il quitte la France le 15 janvier 1925 pour l'Italie, le Maroc espagnol et surtout l'Espagne. En amateur passionné des civilisations du Bassin méditerranéen, principalement celle de la Rome antique, de l'Espagne, et des Arabes, il va errer dans leurs contrées jusqu'en 1932, s'adonnant à ses plaisirs et à ses sports favoris. C'est ainsi qu'à la fin de 1925, dans un élevage près d'Albacete, il est renversé par un taurillon, et le coup de corne qu'il reçoit taillade la périphérie de son poumon. Victime d'une fièvre typhoïde et de deux congestions pulmonaires, il passe quatre mois de 1926 dans des maisons de santé, et entre en convalescence à Tanger.
Dès 1925, le jeune Montherlant traverse une crise qui est pour une part une crise de satiété sensuelle : « J'eus sur-le-champ tout ce que je voulais, et sur-le-champ en eus par-dessus la tête. » Mais elle se double aussi d'une crise métaphysique : Pourquoi vivons-nous ? Et à quoi bon ?
Parti pour se livrer au détachement, il accumule les renoncements pour mieux se forger une existence tout entière de travail, lecture et réflexion, délivrée de tout ce qui n'est pas l'essentiel. « Cessant de sourire à la gloriole », selon ses propres termes, il renonce à la vanité sociale, ce « cancer qui ronge le monde civilisé ». Il renonce à l'ambition et à l'idée de faire carrière ; il renonce à l'action, tenue dès cette époque pour « risible, fors [hormis] quand elle est charité » ; il renonce au désir d'argent et aux intérêts du monde ; il renonce enfin au mariage. Sur le plan spirituel, il abandonne « un grossier amalgame du paganisme avec un catholicisme décoratif et fantaisiste d'où tout christianisme était absent » : désormais, il se tiendra à l'écart de la religion mais en la respectant. Quant à la violence du fort sur le faible, de l'Européen sur l'indigène, qu'il constate en Afrique du Nord, elle a pour effet de le dégoûter de toute violence pour la vie.
De la crise traversée par Montherlant, dénouée en 1929, se dégage, selon ses propres dires, un homme meilleur à l'équilibre retrouvé. Il vivra trois mois par an à Paris (en été), et le reste du temps en Afrique du Nord, surtout en Algérie. Ces séjours sont à l'origine de sa réflexion sur le principe colonial : dans ses errances, il est au contact de « ces parias du peuple que sont les indigènes coloniaux », et malgré le conflit où il se trouve pris, entre la patrie et la justice, il compose l'œuvre intitulée La Rose de Sable où il dénonce sous forme romanesque les excès de la France coloniale.
De retour en France en avril 1932, devant le réarmement de l'Allemagne, il publie dans le journal La Liberté un long article sur l'état de la France qui ne se prépare pas à la guerre inévitable, où le sentiment national et l'esprit public font défaut. De crainte d'ajouter aux difficultés de la France, « dans un temps où le pays allait avoir besoin de tout ce qui lui restait de forces pour se défendre à la fois contre l'ennemi du dehors et contre son gouvernement », il renonce à publier La Rose de Sable. Toutefois, une version tronquée sera publiée hors commerce en 1938 — limitée à soixante-cinq exemplaires, sous le pseudonyme de François Lazerge — réservée à ses amis. Il ne voulait pas être assimilé à la catégorie des écrivains de gauche ; il se définira en effet comme un « anarchiste de droite ».

### Durant la Seconde Guerre mondiale
Dès les années 1930, il invite par de nombreux articles et ouvrages à intervenir contre l'Allemagne nazie (1936, puis 1938). Dans L'Équinoxe de septembre (septembre 1938), il attaque violemment la tentation défaitiste et la lâcheté des chefs de gouvernement Daladier et Chamberlain, ce dernier qualifié de « Marx brother de la Paix » : « Les chefs des grandes démocraties accourant l'un après l'autre, gravissant l'Olympe en suppliant pour embrasser les genoux du Jupiter à la mèche, suspendus à un froncement de ses sourcils, sans d'ailleurs prendre la peine de s'en cacher, le flattant du bout des doigts, tandis qu'ils font dans leur culotte ». Après les accords de Munich, le 29 septembre 1938, un des journaux français ayant demandé une minute de silence, Montherlant s'indigne : « Chaque jour, avec une savante technique de la bassesse, on s'efforce de donner à la France une âme et une morale de midinette », « Ce n'est pas de minutes de silence que nous avons besoin, c'est d'avions, Monsieur Daladier ». La publication de L'Équinoxe de septembre sera interdite par l'occupant nazi pendant trois semaines en 1941.
Cependant, lorsque le 21 novembre 1941 le groupe Frédo (Pierre Georges, colonel Fabien) attaque et incendie la librairie « Rive Gauche », place de la Sorbonne, spécialisée dans la diffusion du livre allemand, celle-ci a consacré ses vitrines à la promotion des œuvres de Montherlant. Jean Guéhenno note dans son Journal : « La nuit dernière toutes les glaces de la librairie Rive Gauche ont été brisées. C’est la seconde fois. L’autorité occupante a exigé que tout soit réparé dès aujourd’hui, mais toute la journée, étudiants et étudiantes ont défilé devant les morceaux de vitres cassées, la bouche cousue, mais se riant et se parlant des yeux. L’une des vitrines était remplie des photographies de Montherlant à tout âge (à deux ans avec sa bonne, à dix ans avec sa mère), de ses premières lettres  à des camarades, de ses premiers essais littéraires. Les  Enfances Montherlant. Tout cela a été mis en pièces par l’explosion des grenades. Quelle irrémédiable perte ! »
Réformé pour blessures de guerre après 1918, empêché par deux congestions pulmonaires de reprendre du service en 1939, il assiste aux combats de la Somme et de l'Oise comme correspondant de guerre pour l'hebdomadaire Marianne: Le Solstice de juin est ainsi consacré à la bataille de France de mai-juin 1940.
Dans cet essai, il rappelle les paroles de six écrivains qui ont soutenu sa fermeté dans ces heures douloureuses où la vie des soldats était presque chaque jour en jeu, paroles qu'il conservait dans son portefeuille, transcrites sur un carton bristol. Il défend aussi en certaine mesure l'occupation allemande — d'abord par le principe d'une amitié « chevaleresque » entre vainqueur et vaincu, à l'image de la Grèce antique, ce qui l'engage à réclamer la création d'un « organisme qui ait pouvoir discrétionnaire pour arrêter tout ce qu'il juge devoir nuire à la qualité humaine française. Une sorte d'inquisition au nom de la qualité humaine française ». Son humanisme se définit par rapport au désespoir de Dieu, et prône la force d'un courage en face au néant : « Le combat sans la foi, c'est la formule à laquelle nous aboutissons forcément si nous voulons maintenir la seule idée de l'homme qui soit acceptable : celle où il est à la fois le héros et le sage. » Il voit ainsi en la victoire allemande le symbole de l'éternel recommencement : « La victoire de la Roue solaire n'est pas seulement victoire du Soleil, victoire de la paiennie. Elle est victoire du principe solaire qui est que tout tourne... Je vois triompher en ce jour le principe dont je suis imbu, que j'ai chanté, qu'avec une conscience entière je sens gouverner ma vie. »
Ces paroles lui vaudront la réputation de collaborateur et des ennuis passagers à la Libération. Le 9 septembre 1944, un manifeste du Comité national des écrivains demande le « juste châtiment des imposteurs et des traîtres ». Montherlant est explicitement nommé, et ce, dès la première liste, qui sera ensuite étoffée et remaniée sans que l'on en ôte son nom. En octobre 1944, dans un article de Paul Gentizon publié sur la première page du quotidien italien Corriere della Sera, son nom figure dans la liste des partisans du gouvernement de Vichy.
Cependant, de nombreux éléments montrent que Montherlant n'était pas un collaborateur : dès 1940, il a refusé de participer à la rédaction de La Gerbe, dont le fondateur Alphonse de Châteaubriant est le président du groupe Collaboration ; Montherlant refuse aussi de se rendre à Weimar, à l'invitation des Allemands, contrairement à beaucoup d'autres écrivains français comme Robert Brasillach, Marcel Jouhandeau ou Abel Bonnard ; enfin il refuse de publier dans les journaux ou revues collaborationnistes. Cependant, il a été affirmé qu'il adhéra au gouvernement du maréchal Pétain d'un point de vue moral et spirituel. Il a par ailleurs donné des articles à la Nouvelle Revue Française de Pierre Drieu la Rochelle (voir les numéros 323 et 326), et certaines sources rappellent qu'il a participé à plusieurs périodiques collaborationnistes tels que Je suis partout, Deutschland Frankreich et La Gerbe. Enfin, il a félicité Lucien Rebatet pour le succès de son livre Les Décombres.
Des résistants auraient reproché à Montherlant de s'être dérobé à certaines responsabilités et de ne s'être pas appliqué les principes d’héroïsme qu'il chantait avant l'Occupation. Montherlant répond qu'il ignorait tout de la Résistance. Léon Pierre-Quint, membre du Comité national des écrivains, résumera en octobre 1945 le dossier Montherlant : « La seule accusation qui pourrait être reconnue contre lui, ce n'est pas d'avoir pris un mauvais parti, c'est de n'avoir pas pris de parti du tout ; il s'agirait de savoir si un écrivain a le droit, pendant l'occupation de son pays, de rester indépendant et de vouloir garder sa liberté d'esprit, — s'il est autorisé, alors que deux camps se disputent le monde, à se tenir à l'écart ».
Le « dossier Montherlant » sera successivement examiné par plusieurs organismes : par la Direction générale des services spéciaux du 2e Bureau, par la Commission d'épuration de la Société des gens de lettres, par la Haute Cour et par la Chambre civique, et à chaque fois classé sans suite. En septembre 1944, la Direction générale des services spéciaux du 2e Bureau rend un non-lieu ; en février 1945, la Commission d'épuration de la Société des gens de lettres ne retient aucune charge contre l'écrivain, après l'avoir entendu. Un tribunal d'épuration composé de certains écrivains de la Résistance lui inflige une peine, une interdiction professionnelle de six mois rétroactifs de non-publication. Ils furent deux « juges » sur huit à se déplacer pour entendre Montherlant ; en mai 1945, la Haute Cour classe l'affaire à la suite d'une information contre Montherlant ; pendant l'été 1945, une information contre Montherlant devant la Chambre civique se solde par un classement sans suite. Il n'y aura jamais d'instruction.

### Retrait après la guerre
Après la Guerre, en rupture avec la société contemporaine et cherchant à transcender les luttes partisanes, il se consacre à l'écriture de son théâtre. Il y peint la grandeur et la misère des hommes et des femmes d'honneur, tiraillés par leurs passions, souvent trahis et perdus (Demain il fera jour, Brocéliande, La Mort qui fait le trottoir, la Guerre civile, etc.). Il réalise aussi de nombreux dessins à la mine de plomb, des esquisses représentant tour à tour des scènes de tauromachie, des hommes en habits de lumière et quelques nus féminins ou masculins. Il renoncera cependant au dessin, expliquant que « tout ce qui n'est pas littérature ou plaisir est temps perdu ».
En 1960, Montherlant est élu à l'Académie française sans en avoir fait expressément la demande (fait rare mais non unique).

### Suicide
En 1959, une insolation modifie son rythme de vie. Officiellement, c’est cette insolation qui lui fait perdre l'usage de l'œil gauche en 1968.
Devenant ensuite quasiment aveugle à la suite de cet accident, il se suicide le 21 septembre 1972, le jour de l'équinoxe de septembre, « quand le jour est égal à la nuit, que le oui est égal au non, qu'il est indifférent que le oui ou le non l'emporte », selon ses propres termes,. Il met ainsi en pratique jusqu'au bout l'équivalence des contraires de sa philosophie morale. À son domicile du 25, quai Voltaire à Paris, il avale une capsule de cyanure et, simultanément, se tire une balle dans la bouche, de crainte que le cyanure ne soit éventé. Montherlant laisse un mot à Jean-Claude Barat, son légataire universel : « Je deviens aveugle. Je me tue. » De cette mort volontaire, Julien Green écrit quelques jours plus tard : « Ayant inventé un personnage tout de bravoure et d'éclat, il [Montherlant] a fini par se prendre pour lui et s'y est conformé jusqu'à la fin. »
Ses cendres sont dispersées à Rome, sur le Forum, entre les pierres du temple de Portunus (ou temple de la Fortune virile), et dans le Tibre, par Jean-Claude Barat et Gabriel Matzneff.

### Points controversés

#### Relations avec les garçons
Montherlant n'a jamais écrit sur sa vie sentimentale et sexuelle.
Cependant, à 17 ans, il est renvoyé de l'institution Notre-Dame de Sainte-Croix de Neuilly pour une relation avec un camarade plus jeune, Philippe Giquel, futur as de l'aviation durant la Première Guerre mondiale. Cette attirance pour les jeunes garçons expliquerait aussi la perte de son œil en mars 1968 : il l'aurait perdu en étant molesté dans la rue lors d'une expédition nocturne en chasse de jeunes adolescents et non des suites d'une insolation comme le veut la version officielle. Admis dans une clinique de la rue de Passy, les mains et le visage couverts de sang, il aurait été éborgné (l'ethmoïde gauche fracturé) et sa montre dérobée. Cette attirance sexuelle envers les jeunes garçons expliquerait aussi sa rupture avec son milieu familial après la mort de ses parents survenue dans les deux ans suivant le scandale à l'école. Elle expliquerait aussi le goût de l'auteur pour l'Afrique du Nord, un territoire où — comme André Gide, et peut-être conseillé par lui — il pouvait pratiquer sa pédérastie. Plusieurs garçons le dénoncent à la police pour agression sexuelle dans un cinéma, mais Montherlant utilise sa notoriété d'académicien pour étouffer ces affaires.
Montherlant a toujours minimisé les rapports autobiographiques supposés entre ses œuvres traitant des garçons et sa vie sentimentale. Pour certains, son roman Les Garçons reflète assez précisément ses amours de jeunesse, comme il s'en est d'ailleurs expliqué ouvertement dans ses derniers écrits, par exemple dans Mais aimons-nous ceux que nous aimons ? (1973). Les Garçons est publié en 1969, mais des passages significatifs à cet égard n'ont paru qu'après sa mort chez Gallimard, dans une édition illustrée par Mac-Avoy (1973), puis dans la version de la Bibliothèque de la Pléiade (Romans, tome II, 1982 ; voir par exemple p. 550). Malgré tout, Montherlant avait toujours affirmé par principe que Les Garçons était une œuvre imaginaire construite à partir de sa courte expérience d'élève à Sainte-Croix de Neuilly. Sa relation adolescente avec Philippe Giquel, son cadet, semble effectivement avoir été une de ses inspirations.
De plus, agacé par les avances de plusieurs lectrices amoureuses et particulièrement de Jeanne Sandelion, Montherlant met les points sur les “i” à cette dernière dans une lettre d’avril 1930 dont voici un extrait : « Nausée de la femme ! Que ne peut-on supprimer ce sexe de la terre, et puisqu’il faut avoir des enfants que ne peut-on en avoir par des moyens chimiques ou par une opération. Je vous assure, j’envie les pédérastes. Je connais bien les jeunes garçons. Jamais ils ne sont accrochants, envahissants, dévorants comme les femmes. Je connais, naturellement, beaucoup de pédérastes, puisque à peu près tout le monde l’est parmi les littérateurs jeunes et de talent… les garçons rendent peu l’amour qu’on leur donne ; et nous en revenons à mon idéal de l’amour non rendu … » 
Pierre Sipriot a écrit que Montherlant se serait souvent avancé masqué afin de cultiver une forme de secret. Par exemple, sur sa date de naissance, qu'il a falsifiée, se rajeunissant d'un an (il a, de plus, voulu naître le 21 avril, jour de la Fondation de Rome ; même l'Académie française s'y est perdue, donnant longtemps dans sa notice officielle la mauvaise date), ou dans le domaine de sa vie privée. Il refusait d'être photographié ou filmé afin de ne pas être reconnu lors de ses séances de drague.
Roger Peyrefitte a publié une première partie de la correspondance partiellement codée qu'il a entretenue avec Montherlant en laissant entendre qu'il l'accompagnait dans sa recherche de garçons entre 1938 et 1941. Le scandale du premier tome de cette correspondance empêcha la publication des années suivantes.
La biographie de Sipriot, qui s'appuie principalement sur Roger Peyrefitte, laisse entendre que Montherlant aurait entretenu toute sa vie des relations sexuelles avec de jeunes adolescents. De plus, Sipriot prétend que Peyrefitte et Montherlant faisaient des virées ensemble et « entretenaient » à eux deux des mères de familles complaisantes. Montherlant, qui pressentait ces révélations, avait écrit dans ses derniers carnets : « Aussitôt que je serai mort, deux vautours, la Calomnie et la Haine, couvriront mon cadavre pour qu'il leur appartienne bien à eux seuls et le déchiquetteront. »
Ces révélations posthumes ont modifié l'image qui dominait à son sujet de son vivant, contraignant certains à renoncer à un Montherlant idéalisé, et d'autres à le relire de plus près.

#### Rapports avec les femmes
Il a été raconté que beaucoup de femmes se sont éprises de cet « ennemi des femmes », qui affiche, selon l'Académie française, un « goût pour les valeurs viriles et fraternelles ».
L’œuvre d’Henry de Montherlant est traversée par un courant fortement misogyne, ainsi que le souligne Simone de Beauvoir, qui lui consacre la première partie du deuxième chapitre de la troisième partie (« Mythes ») de son essai Le Deuxième Sexe. C'est notamment dans les quatre romans qui forment le cycle des Jeunes Filles que se déploie cette vision négative des femmes, où les « bêtes féminines » sont « malades, malsaines, jamais tout à fait nettes » et où le héros masculin s'inscrit toujours dans un rapport foncièrement asymétrique avec la femme : « Prendre sans être pris, seule formule acceptable entre l'homme supérieur et la femme. » C'est le même discours qu'il développe dans La Petite Infante de Castille : « Ce qui est agaçant chez les femmes, c'est leur prétention à la raison ».
Jacques Laurent tempère ce trait de caractère : « Il y a chez lui un peu de misogynie — mais pas systématique, sans méchanceté… et en général amusante. Il ne faut pas la ramener (comme l'a fait par exemple Pierre Sipriot) à son homosexualité. »
Montherlant est par ailleurs resté des décennies durant en contact suivi et prolongé avec des femmes intellectuelles comme Élisabeth Zehrfuss, Jeanne Sandelion, Alice Poirier, Mariette Lydis et Banine ou encore la poétesse Mathilde Pomès, et la professeur et critique Marguerite Lauze (1892-1973), qu'il fréquente en toutes sortes d'occasions : concerts, restaurants, voyages, recherche d'imprimeurs et d'éditeur. Il est également admiré par des femmes de lettres comme Marguerite Yourcenar, Marie Noël ou même Amélie Nothomb, trop jeune pour l'avoir connu.
Il institue en 1952 Marguerite Lauze, qu'il avait connue en 1926 et retrouvée à Grasse en 1940, et le fils de celle-ci, Jean-Claude Barat, pour ses héritiers, la mère pour l'usufruit et son fils pour la nue-propriété. Marguerite Lauze meurt quatre mois après Montherlant. Lorsqu'on interroge Jean-Claude Barat sur sa filiation, celui-ci répond : « Quand on me demande si je suis le fils d'Henry de Montherlant, je ne réponds pas. Mais, puisqu'il avait de l'amitié pour nous, j'irai jusqu'à vous dire : il y a de grandes chances que oui. »[réf. nécessaire].

## Œuvres
Montherlant est l'auteur d'une très abondante œuvre littéraire comprenant pour l'essentiel des romans, récits, pièces de théâtre et essais, mais aussi des notes de carnets, de la poésie et une correspondance. L'essentiel de cette œuvre est disponible dans la Bibliothèque de la Pléiade (deux tomes de romans, un tome de théâtre, un tome d'essais incluant les carnets).
Son évocation de l'homosexualité est succincte dans La Petite Infante de Castille (1929), où il fait référence aux urinoirs comme lieux de rencontre, mais est le thème principal de la pièce La Ville dont le prince est un enfant et du roman adapté, Les Garçons ; celle-ci s'exprime à la fois entre deux garçons, mais aussi de manière ambiguë entre un prêtre et ceux-ci.

### Romans

#### CycleLa Jeunesse d'Alban de Bricoule
- Le Songe (1922)
- Les Bestiaires (1926)
- Les Garçons (1969), qui fait suite à la pièce de théâtre La Ville dont le prince est un enfant

#### CycleLes Jeunes Filles
- Les Jeunes Filles (1936)
- Pitié pour les femmes (1936)
- Le Démon du bien (1937)
- Les Lépreuses (1939)

#### Autres romans
- Les Célibataires (1934)
- Le Chaos et la Nuit (1963)
- La Rose de sable (1968) Une première version, tronquée, est publiée hors commerce et sous pseudonyme en 1938 ; puis L'Histoire d'amour de la Rose de sable en 1954[78].
- Un assassin est mon maître (1971)

#### Roman posthume
- Thrasylle (1984)

### Théâtre
- L'Exil (1914-1929)
- Pasiphaé (1936)
- La Reine morte (1942)
- Fils de personne (1943)
- Un incompris (1943)
- Malatesta (1946)
- Le Maître de Santiago (1947)
- Demain il fera jour (1949)
- Celles qu'on prend dans ses bras (1950)
- La Ville dont le prince est un enfant (1951-1967)
- Port-Royal (1954)
- Brocéliande (1956)
- La Mort qui fait le trottoir (Don Juan) (1956)
- Le Cardinal d'Espagne (1960)
- La Guerre civile (1957-1965)

### Récits

#### CycleLes Voyageurs traqués
- Aux fontaines du désir (1927)
- La Petite Infante de Castille (1929)
- Un voyageur solitaire est un diable (1961)

#### Récits posthumes
- Mais aimons-nous ceux que nous aimons ? (1973)
- Le Fichier parisien (1974)
- Coups de soleil (1976)
- Moustique (1929) (1986)[79]
- Quelques mois de féerie, quelques jours de galère. Inédits nord-africains (1926-1940) (1995)

### Essais
- La Relève du matin (1920)
- Les Olympiques (1924)
- Le Paradis à l’ombre des épées (1924)
- La Mort de Peregrinos (1927)
- Sous les drapeaux la mort (1929), éditions du Capitole, Gravures d'Edy Legrand.
- Mors et vita (1932)
- Service inutile (1935)
- L'Équinoxe de septembre (1938)
- Les Nouvelles chevaleries (1941)
- La Paix dans la Guerre (1941)
- Le Solstice de juin (1941)
- La Vie en forme de Proue (textes choisis) (1942)
- L'Eventail de Fer (1944)
- Notes de théâtre (1963)
- Textes sous une occupation (1940-1944) (1963)
- Discours de réception à l'Académie française et réponse du duc de Lévis Mirepoix (1963)
- Le Treizième César (1970)
- La Tragédie sans masque. Notes de théâtre (1972)
- Essais critiques (1995), publication posthume

### Carnets
- Carnets (1930-1944) (1957) dans Essais (1963), Bibliothèque de la Pléiade, p. 965-1369
- Va jouer avec cette poussière (1958-1964) (1966)
- La Marée du soir (1968-1971) (1972)
- Tous feux éteints (1965, 1966, 1967, 1972 et sans dates) (1975, posthume)
- Garder tout en composant tout (Derniers carnets, 1924-1972) (2001, posthume)

### Poésie
- Encore un instant de bonheur (1934)
- Les Sauteurs de haies (1924)

### Correspondance
- Avec Roger Peyrefitte, Correspondance (1938-1941), présentation et notes de R. Peyrefitte et Pierre Sipriot, Robert Laffont, 1983
- Lettres à Michel de Saint Pierre, préface de Michel de Saint Pierre, Albin Michel, 1987
- Lettres à une jeune fille, L'Inédit, 1985
- Correspondance avec Philippe de Saint Robert, in Bibliographie.

### Divers
- Pour une Vierge Noire, éditions du Cadran, Paris 1930. Tirage 396 exemplaires, 91 pages. Méditations spirituelles autour de la Vierge Noire de Montserrat.
- Pages catholiques, recueillies et présentées par Marya Kasterska, Plon, 1947
- Dessins, préface de Pierre Sipriot, Copernic, 1979

### Livres illustrés
Certaines œuvres de Henry de Montherlant ont donné lieu à des éditions d'art illustrées : Les Jeunes Filles illustré par Mariette Lydis, Port-Royal illustré par René Aubert, La Déesse Cypris (avec des photogravures de Laure Albin-Guillot) et d'autres textes illustrés par Cocteau, Cami (Encore un instant de bonheur), Mac-Avoy, Pierre-Yves Trémois, Emmanuel Poirier, entre autres. Don Juan (1958) est illustré par Mariano Andreu[réf. nécessaire]. Publié après sa mort, son roman Thrasylle, œuvre de jeunesse, fut illustré successivement par les graveurs burinistes Albert Decaris et Philippe Mohlitz.

#### Ouvrages
- Jacques-Napoléon Faure-Biguet, Montherlant, homme de la Renaissance, Paris, Plon, 1925
- Mathilde Pomès, Deux aspects de Montherlant, Paris, 1934
- Jacques-Napoléon Faure-Biguet, Les Enfances de Montherlant, Plon, 1941
- Michel de Saint Pierre, Montherlant, bourreau de soi-même, Gallimard, 1949
- Simone de Beauvoir, « Montherlant ou le Pain du dégoût », Le Deuxième Sexe, Gallimard, 1949
- Jeanne Sandelion, Montherlant et les femmes, Plon, 1950
- Jean-Louis Curtis, « Montherlant ou la Fureur du rien », Haute École, Julliard, 1950
- Georges Bordonove, Henry de Montherlant, Éditions Universitaires, 1958
- Jean de Beer, Montherlant, homme encombré de Dieu, avec des commentaires de Henry de Montherlant, Flammarion, 1963
- Denise Bourdet, Montherlant et le Théâtre, dans : Pris sur le vif, Paris, Plon, 1957.
- John Cruickshank, Montherlant, Edimbourg-Londres, 1964
- André Blanc, Montherlant, un pessimisme heureux, Le Centurion, 1968
- Robert B. Johnson, Henry de Montherlant, New York, 1968
- Philippe de Saint Robert, Montherlant le séparé, Flammarion, 1969
- André Blanc (dir.), Les Critiques de notre temps et Montherlant, Garnier, 1973
- Lucile Becker, Montherlant, a critical biography, Londres-Amsterdam, 1970
- John Batchelor, Existence et imagination. Essai sur le théâtre de Montherlant, Mercure de France, 1970
- Paule d'Arx, La Femme dans le théâtre de Henry de Montherlant, Librairie A.-G. Nizet, 1973
- Pierre Sipriot, Montherlant par lui-même, Le Seuil, 1953 (nouv. éd., 1975)
- Jacqueline Michel, L'Aventure janséniste dans l'œuvre de Henry de Montherlant, Nizet, 1976
- Manuel Sito Alba, Montherlant et l'Espagne, Klincksieck, 1978
- Pierre Sipriot (dir.), Album Montherlant, Bibliothèque de la Pléiade, Gallimard, 1979
- Michel Raimond, Les Romans de Montherlant, CDU-SEDES, 1982
- Pierre Sipriot, Montherlant sans masque, Robert Laffont, t.1, L'Enfant prodigue, 1982, t.2, Écris avec ton sang, 1990 (rééd. en un volume au Livre de Poche)
- Claudio Vinti, Il ventaglio del Samurai. H. de Montherlant e l'ideologia della guerra, Napoli, ESI, 1985.
- Pierre Duroisin, Montherlant et l'Antiquité, Les Belles Lettres, 1987
- Jean-François Domenget (dir.), Les Jeunes Filles, Roman 20-50, no 21, juin 1996.
- Jean-François Domenget, Montherlant critique, Genève, Droz, 2003.
- Pierre Sipriot (dir.), Montherlant et le Suicide, Éditions du Rocher, 1988
- Michel Mohrt, Montherlant, « homme libre », La Table Ronde, 1989
- Philippe de Saint Robert, Montherlant ou la Relève du soir, avec 93 lettres inédites, Les Belles Lettres, 1992
- Xavier Beguin Billecocq, Des Montherlant à Montherlant: chroniques de souvenirs oubliés, 1794-1915, 1992
- Paule d'Arx, Henry de Montherlant ou les Chemins de l'exil, Librairie A.-G. Nizet, 1995
- André Blanc, L'Esthétique de Montherlant, SEDES, 1995
- Romain Lancrey-Javal, Le Langage dramatique de La Reine morte, PUF, 1995
- Sabine Hillen, Le Roman monologue. Montherlant, auteur, narrateur, acteur, Minard, 2002
- Henri Perruchot, Montherlant, La Bibliothèque idéale, Gallimard, 1959
- Philippe Alméras, Montherlant : une vie en double, Versailles, Via romana, 2009, 471 p. (ISBN 978-2-916-72751-6, OCLC 492092202).
- Michel Monnerie, La Dramaturgie catholique de Henry de Montherlant : La tentation du christianisme “pris au sérieux”, Séguier, novembre 2009.
- Michel Mourlet, « Montherlant ou le Démon des possibles », suivi de « Le Solstice d'hiver, dernier entretien avec Montherlant » et de « Montherlant retrouvé », Écrivains de France, XXe siècle, édition augmentée, France Univers, Paris, 2011.
- Christian Chabanis, Montherlant encombré de Dieu ?, Nouvelles Littéraires, 23 janvier 1964
- Henri de Meeûs, Pour Montherlant, Bruxelles, 2011,474 pages  (ISBN 978-2-8052-0082-3).
- Philippe de Saint Robert, Montherlant ou l'Indignation tragique, Éditions Hermann, 2012
- Stavroula Kefallonitis, « Montherlant ou le Minotaure démasqué », dans Catherine d'Humières et Rémy Poignault (dir.), Autour du Minotaure, Clermont-Ferrand, Presses universitaires Blaise Pascal, coll. « Mythographies et sociétés », 2013, p. 146-156.
- à l'initiative de Christian Dedet, Montherlant aujourd'hui, vu par 15 écrivains et hommes de théâtre, éditions de Paris Max Chaleil, 2012,  (ISBN 9782846211666).
- Amin Maalouf, « 17-Celui que fascinaient les cycles du soleil », dans Un fauteuil sur la Seine : Quatre siècles d'histoire de France, Paris, Le Livre de Poche. Grasset (no 34634), 2016 (ISBN 978-2-253-07014-6), p. 281-299
- Jérôme Christophe, Montherlant, maintenant, Éditions Complicités, Paris, 2022, 154 pages  (ISBN 2351204425)

#### Articles
- « L'Étoile du soir », La Table ronde no 16, avril 1949.
- (it) Félicien Marceau, « Equilibrio dello spirito in un classico moderno », La Fiera Letteraria, 25 novembre 1951.
- « Spécial Montherlant », Matulu no 12, mars 1972, Paris : entretien, dessins inédits, textes de Gilbert Chateau, Michel Ciry, Yves Martin, Gabriel Matzneff, Michel Mourlet, extraits de travaux universitaires.
- Henry de Montherlant, Nouvelle École, no 20, septembre 1972
- (it) Giorgio Locchi, « De Montherlant l'ultimo scrittore aristocratico », Il Tempo, 23 septembre 1972, p. 3
- (it) Pierre Pascal, « In ricordo di Montherlant: XXI settembre MCMLXXII, sedicesima ora », La Destra : rivista internazionale di cultura e politica, no 10, octobre 1972.
- « Henry de Montherlant », La Nouvelle Revue française no 242, février 1973, Paris : textes de Jean Grosjean, Jacques Borel, Gabriel Matzneff, Michel Mourlet, Jean d'Ormesson, Patrick Grainville, Dominique Aury, Henri Thomas, Roger Caillois, etc.
- « Montherlant : Derrière les masques, l'écrivain », L'Atelier du roman no 58, juin 2009, Flammarion, Paris.

### Autres médias
- Bibliographie complète, enregistrements audio, vidéos et articles rares sur le site montherlant.be.
- « Montherlant vous parle ; Aux fontaines du désir », sur Portail des Bibliothèques spécialisées de la Ville de Paris : enregistrement audio de Montherlant gravé sur 78 t 30 cm Festival
- [vidéo] Henry de Montherlant s'exprime à l'occasion de la sortie de son livre Le Chaos et la Nuit en 1963, Archives de la Télévision suisse romande.
- [vidéo] « Henry de Montherlant : L'œuvre », Archives du XXe siècle, INA, 1973.
- [vidéo] « Henry de Montherlant : La jeunesse », Archives du XXe siècle, INA, 10 mai 1971.